# San Maurizio (Reggio Emilia)
San Maurizio o Villa San Maurizio (San Mavrési in dialetto reggiano, S. Mauritii in Suburbiis Regii in latino) è una ex frazione del comune di Reggio Emilia, oggi quartiere della periferia orientale della città.
Collocato sulla via Emilia a levante della città di Reggio, ha ospitato sul suo territorio il frenocomio di San Lazzaro e ha dato i natali al poeta Ludovico Ariosto.

## Geografia fisica
San Maurizio sorge a 3,7 km a est del centro storico di Reggio, nel punto in cui il torrente Rodano è attraversato dalla via Emilia. La parte della villa posta a sud della ferrovia Milano-Bologna è stata in gran parte urbanizzata, mentre quella posta a settentrione conserva ancora una forte vocazione agricola.
A nord della via Emilia, tagliata in due dalla tangenziale nord, è situata la località agricola di Villa Curta, un villaggio di case sparse immerso nella campagna. Caratterizzato da piccole e medie aziende agricole è luogo di produzione del celebre formaggio Parmigiano-Reggiano. La produzione e la vendita del celebre prodotto alimentare sono realizzate in un caseificio sociale situato a est del Campovolo e in un caseificio posto in località Ritiro.
L'ambito pullula di numerosi corsi d'acqua, la maggior parte canali di bonifica gestiti dal Consorzio di Bonifica dell'Emilia Centrale: il principale corso d'acqua è il torrente Rodano, il cui principale affluente è il rio Ariolo. Insieme lambiscono il complesso del Mauriziano, dimora dell'Ariosto, la chiesa parrocchiale e l'ex ospedale psichiatrico San Lazzaro. Sono inoltre presenti due importanti canali costruiti nella prima metà del Novecento: il canale di Calvetro, che segna il confine, a nord, con Gavassa e il canale di San Maurizio che collega il Rodano con il fiume Secchia a Rubiera. Altri corsi d'acqua minori sono la fossetta Marciocca, il canalino di San Maurizio, il condotto Varana, il condotto Ariosto, la fossetta di Villa Curta e il canale di via Emilia Est.
Confina a est con Masone e Roncadella, a sud con Gavasseto, a ovest con Buco del Signore, Pappagnocca, Villaggio Stranieri-Bazzarola, Reggio Emilia e Reggio Emilia e a nord con Gavassa.

## Storia
In epoca romana, presso l'attuale abitato, sorgeva la necropoli di Regium Lepidi, a testimonianza di ciò furono rinvenuti in zona numerosi reperti funebri di quell'epoca nonché materiali di derivazione dell'acqua, risalenti al Basso Impero o all'epoca alto-medievale. Il posto era conosciuto anche come Castrum Rhodani già dal 1021. Infatti, proprio nei pressi della chiesa, subito a sud dell'incrocio fra la via Emilia e l'attuale via Cesare Lombroso, era situato l'antico castello del Rodano che era di proprietà del monastero di San Tommaso di Reggio.
Il toponimo San Maurizio è citato per la prima volta nel 1126 anche se la fondazione della chiesa parrocchiale risale probabilmente al secolo prima ed era soggetta alle decime della basilica di San Prospero di Reggio. L'edificio fu ristrutturato nel 1770 e nuovamente nel 1800 a causa dei danni riportati dalla chiesa dovuto allo scontro fra le truppe napoleoniche e quelle austriache. Si dice che la palla di cannone conficcata a margine dell'immagine raffigurante il martirio di san Maurizio posta sulla facciata della chiesa risalga proprio a quegli scontri bellici.
La villa di San Maurizio e del Castello di Rodano era documentata, nel 1447, come comune autonomo. In quel periodo era citato in loco anche un cosiddetto "ponte Pelato" o "ponte Piatto" ripristinato nel XIII secolo e ampliato da Sigismondo Malaguzzi, cugino di Ludovico Ariosto. Può essere che il ponte in questione riguardi l'attraversamento del cavo Rodanello, un piccolo rigagnolo oggi tombato posto a ponente del complesso dell'ex ospedale San Lazzaro, e non il più importante torrente Rodano posto a ridosso della chiesa. Le cronache riportano, tuttavia, che nel 1326 a ridosso di questo ponte l'esercito guelfo inferì enormi danni agli abitanti di San Maurizio. Altri scontri nei pressi del ponte si svolsero nel 1345, in cui venne cacciato il marchese Niccolò d'Este che si stava portando verso Reggio e nel 1409 quando gli Este vennero alla riconquista di Reggio. Nel 1648 gli abitanti di San Maurizio furono depredati dall'esercito francese, di stanza a Reggio.
Nel 1814 la villa fu teatro di uno scontro armato tra le truppe franco-italiane, guidate dal generale Filippo Severoli, e quelle austro-napoletane, le quali miravano a occupare Reggio. Lo scontro volse in favore dei secondi che riuscirono a impadronirsi della città. Durante lo scontro, una palla di cannone andò a conficcarsi nella facciata della chiesa di San Maurizio, che si trovava proprio nel mezzo del campo di battaglia. Ancora oggi è possibile ammirare il residuato bellico posto accanto al grande affresco che orna la facciata dell'edificio.
Di fronte alla chiesa, a sud della via Emilia, sorge l'antico mulino di San Maurizio, risalente al Medioevo e operativo sino al XX secolo. Ottenuto da Valerio Malaguzzi Valeri nel 1438, rimase di proprietà dei Malaguzzi fino al XIX secolo. I Malaguzzi, parenti di Ludovico Ariosto da parte materna, erano proprietari di diversi poderi e fabbricati a San Maurizio. Fra questi, oltre al mulino, figurava anche la villa del Mauriziano, soggiorno estivo di Ariosto per diversi periodi. Questa dimora venne menzionata dal sommo poeta nei versi 115 e 123 della IV Satira. Di probabile fondazione tardo-medievale include diversi dipinti risalenti al periodo fra il XVI e il XVIII secolo. I Malaguzzi erano originari di Reggio e la loro origine risalirebbe al 1144 quando un medico, tale Malaguzza, funse da garante in un atto fra i cavalieri templari e i canonici del Duomo di Reggio. Ludovico Ariosto è primogenito di Daria Malaguzzi figlia del medico Gabriele Malaguzzi, a sua volta coniugato a Taddea, figlia del conte Valerio Valeri di Parma.
A San Maurizio era presente anche il complesso degli Istituti ospedalieri neuropsichiatrici San Lazzaro, attivo per diversi secoli dapprima come lebbrosario e poi come manicomio e ospedale psichiatrico. Collocato fra la via Emilia e la ferrovia Milano-Bologna è stato chiuso con la legge Basaglia del 1978. Da allora ha ospitato diverse residenze psichiatriche, poliambulatori e uffici direzionali dell'ASL di Reggio Emilia, ancora oggi in funzione. Dagli anni 2000 è, inoltre, sede dell'omonimo campus universitario dell'Università di Modena e Reggio Emilia. Il plesso subì diversi danni a causa dei bombardamenti alleati avvenuti durante l'ultima fase della seconda guerra mondiale, in quanto adiacente alla ferrovia statale e all'aeroporto. Dagli anni 2000 il complesso dell'ex San Lazzaro è al centro di un progetto di rigenerazione urbana, tuttora in corso.
La frazione cessò di essere una zona prettamente agricola a partire dal secondo dopoguerra, complice anche la vicinanza al centro urbano di Reggio che aveva già assorbito la vicina Villa Ospizio e il Villaggio Stranieri. Da allora tutta la fascia a ridosso alla via Emilia si riempì di abitazioni, aree commerciali e industrie, fra cui RCF (oggi trasferita in toto a Mancasale) e Max Mara. Prima di allora le uniche aree residenziali erano collocate nelle piccole borgate di Venezia, Ancona e presso le cosiddette Case Vecchie (o Case Operaie) sulla via Emilia verso Masone. In questi borghi sorsero, da inizio Novecento, le prime cooperative di consumo poi diventate centri di aggregazione sociale in parte ancora oggi esistenti.
San Maurizio si caratterizza come una zona mista che alle residenze affianca aree produttive, terziarie e una vasta zona agricola che comprende le località rurali di Villa Curta, della Grastella e di Campo Alto. Permangono tuttavia importanti poli di aggregazione sociale. A livello di quartiere, testimone dell'associazionismo nato sulle ceneri dei circoli cooperativi di natura socialcomunista, è il centro sociale Venezia il quale, posto nell'omonima località, mette a disposizione dei soci strutture per il tempo libero nelle quali organizzare attività ricreative, culturali e sportive. Fra queste anche un'aula studio per gli studenti della vicina università. L'altro polo di aggregazione fa capo alla parrocchia, oggi parte dell'Unità pastorale Giovanni Paolo II. La parrocchia si contraddistingue per la forte vocazione sportiva: dal 1987 è attiva l'ASD San Maurizio, società sportiva parrocchiale di pallavolo. A San Maurizio sono presenti anche centri aggregativi di livello cittadino, incentrati soprattutto sulla danza sportiva e il benessere fisico. In futuro, presso il Campus San Lazzaro, si svilupperà l'attività sportiva per la sede di Reggio legata al CUS Modena.
San Maurizio ha dato i natali al poeta e cantante dialettale Gaudio Catellani (1952-2019), che raggiunse l'apice del successo negli anni novanta quando era a capo della band dialettale Trietto. Alla sua frazione natia Catellani aveva dedicato la canzone San Mavréssi.
Il quartiere rappresenta uno snodo importante della viabilità cittadina in quanto punto di congiunzione fra la via Emilia per Modena e il sistema tangenziale di Reggio Emilia.

## Monumenti e luoghi d'interesse

### Architetture religiose
- Chiesa parrocchiale di San Maurizio. La chiesa parrocchiale, da cui deriva il nome della Villa, è nota dal 1059. Incastonata nella facciata c'è una palla di cannone, ricordo dello scontro avvenuto tra le truppe napoleoniche e austriache nel 1814.
- Oratorio della B.M. Vergine della Ghiara dei Conti Malaguzzi, presso villa Adele.
- Oratorio di Sant'Antonio di Padova, località Villa Curta.
- Maestà di via Gattalupa, località ex Fornace Curti.

### Architetture civili
- Il Mauriziano. Fu la residenza dove Ludovico Ariosto abitò per lunghi periodi durante la sua funzione di governatore di Reggio. È una villa quattrocentesca a cui si accede direttamente dalla via Emilia percorrendo il lungo viale alberato d'ingresso di pioppi cipressini. Particolarmente interessanti sono il Camerino dei Poeti , il Camerino degli Orazi e Curiazi e il Camerino dell'Ariosto, con alcuni pregevoli affreschi del XVI secolo.
- Villa Adele, via Montagnani Marelli
- Casino Curti e complessi rurali adiacenti, via Carlo Ruini
- La Grastella, via Jacopo Zannoni
- ex cantina sociale di San Maurizio, via Louis Pasteur

### Siti archeologici
- Lapidi romane, via Augusto Tamburini

### Aree naturali

#### Giardini e ville
- Villa del Mauriziano, con parco e fattoria didattica[9]
- Giardino privato di Villa Adele-Malaguzzi

#### Parchi
- Passeggiata naturalistica del torrente Rodano (greenway)[10]
- Area di riequilibrio ecologico Rodano-Gattalupa[11]
- Parco storico del San Lazzaro[12]

Il quartiere è dotato di altre aree verdi minori.

## Società
L'ambito territoriale di San Maurizio, dopo una crescita di popolazione importante avvenuta fino agli anni 2000, fra il 2014 e il 2019 ha visto diminuire la popolazione del 2,54% portandosi oggi a circa 3 800 residenti. Vi è un indice di vecchiaia poco più alto rispetto al dato generale del comune (143,57 contro 137). Il tasso di natalità è, invece, sui valori della media comunale (8,35 contro 8). Il numero di componenti medi a nucleo famigliare è uguale a quello del comune (2,2 componenti a nucleo). La presenza di cittadini stranieri è sensibilmente inferiore al dato generale della città ed è pari all'11,8% (contro il 16,4% a livello comunale). Le prime tre nazionalità non italiane presenti sul territorio provengono da: Cina, Romania e Albania.

### Tradizioni e folclore
- Sagra di san Maurizio M., domenica precedente (o successiva) il 22 settembre
- Sagra di sant'Antonio di Padova, in località Villa Curta

### Istituzioni, enti e associazioni
- Unità farmaceutica AUSL Reggio Emilia, via Monti Urali
- AUSL di Reggio Emilia, via Giovanni Amendola
- SERT Ausl di Reggio Emilia, via Ferdinando Bocconi
- Biblioteca scientifica Carlo Livi AUSL di Reggio Emilia, via Giovanni Amendola
- Museo di Storia della Psichiatria, via Giovanni Amendola
- FCR - Farmacie Comunali Riunite[15], via Doberdò
- Campus universitario San Lazzaro Unimore, via Giovanni Amendola
- ARPAE Emilia-Romagna[16], via Giovanni Amendola
- SNAM, via Louis Pasteur
- AICS Reggio Emilia, via Monti Urali
- Museo Il Mauriziano - Casa Natale di Ludovico Ariosto, via Louis Pasteur
- Obiettivo Danza ASD[17] c/o Manhattan Music and Dance, via Monti Urali
- Centro sociale Venezia, via Cesare Lombroso
- UISP - Comitato territoriale di Reggio Emilia, via Augusto Tamburini
- Anagrafe decentrata e URP Ospizio-San Maurizio del Comune di Reggio Emilia, via Augusto Tamburini
- San Maurizio ASD c/o parrocchia, via Giovanni Amendola
- Parrocchia di San Maurizio Martire, via Giovanni Amendola
- Il Gabbiano - Libera Associazione ambientalista[9], via Cesare Pascarella

## Cultura

### Infanzia
- Nido d'infanzia convenzionato Giulia Maramotti[18], via Giacomo Wilder Zanti
- Scuola comunale dell'infanzia Gulliver[19], via Émile Zola

### Scuola dell'obbligo
- Scuola primaria statale Ludovico Ariosto[20], via Louis Pasteur
- Istituto comprensivo Albert Einstein[21], via Gattalupa

### Università
- Università degli Studi di Modena e Reggio Emilia - Campus Universitario San Lazzaro, via Giovanni AmendolA
  - Padiglione Carlo Besta, Corsi di laurea Area Scienze della Vita (Scienze Agrarie[22], Controllo e Sicurezza degli Alimenti[23] e Food Safety and Food Risk Management[24])
  - Padiglione Gabriele Buccola-Bisi, Corsi di laurea Area Scienze e Metodi dell'Ingegneria (Ingegneria Gestionale[25], Ingegneria Meccatronica[26] e Ingegneria per l'Industria Intelligente[27])
  - Padiglione Sante De Sanctis, Corsi di laurea Area Sanitaria (Scienze infermieristiche ed ostetriche[28], Tecnica della Riabilitazione Psichiatrica[29])
  - Padiglione Carlo Livi, Corsi di Laurea Area Sanitaria - Corsi di studio Area Scienze e Metodi dell'Ingegneria
  - Padiglione Enrico Morselli, uffici dei docenti, la Direzione e la segreteria amministrativa Dipartimento Scienze e Metodi dell'Ingegneria
  - Padiglione Augusto Tamburini, uffici e laboratori Area Scienze e Metodi dell'Ingegneria

### Musei
- Museo di Storia della Psichiatria c/o Campus Universitario San Lazzaro[30], padiglione Cesare Lombroso, via Giovanni Amendola
- Museo Il Mauriziano - Casa Natale di Ludovico Ariosto[31], via Louis Pasteur

### Altro
- Biblioteca Scientifica dell'AUSL di Reggio Emilia Carlo Livi[32] c/o Padiglione Bénédict Augustin Morel (San Lazzaro), via Giovanni Amendola
- Centro sociale Venezia APS[33], via Cesare Lombroso
- Fattoria didattica del Mauriziano, Asineria Asinomondo[34], via Gasparo Scaruffi

## Geografia antropica
La villa di San Maurizio è stata una frazione prettamente rurale sino al secondo dopoguerra. Il territorio, attraversato dalla via Emilia e, longitudinalmente, dal torrente Rodano era costellato da case coloniche e alcune fabbricati ultrapopolari abitati da braccianti, artigiani e operai come le borgate di Venezia e Ancona, così chiamate perché lambite dal cavo Marciocca (oggi tombato) che in loco si innestava al torrente Rodano e di Case Vecchie (o Case Operaie o Ca' Vecchia) posto sul lato meridionale della via Emilia, più a levante. Le località di Venezia-Ancona, Chiesa-Mulino di San Maurizio, Case Vecchie e Ritiro erano i tre centri principali posti a ridosso della via Emilia. A queste si sommavano le località prettamente rurali di Villa Curta (la più importante), posta a nord della via Emilia (verso Gavassa), la Grastella (verso Masone e Calvetro) e Campo Alto, a sud della strada statale 9 ai confini con Gavasseto. Durante il Ventennio furono realizzate la scuola elementare, intitolata a Ludovico Ariosto, e la Casa del Fascio, poi demolita e sostituita da nuovi condomini nel dopoguerra. San Maurizio ospitava diverse attività legate all'agricoltura, attive per tutto il Novecento: fra queste diverse caseifici, il mulino e una cantina sociale per la produzione del Lambrusco.
Le prime urbanizzazioni post belliche interessarono l'attuale via Gasparo Scaruffi e la zona a ridosso della chiesa parrocchiale. All'epoca era ancora attiva una ditta di birocciai e diligenze, operativa in località Ritiro. A partire dagli anni sessanta e settanta si insediarono in loco la zona artigianale e le ditte RCF e Max Mara. Gli anni ottanta e novanta segnarono il periodo delle grandi infrastrutture: la tangenziale nord e il sottopassaggio di via Montagnani Marelli che portò alla soppressione del vetusto passaggio a livello di via Giuseppe Notari e a un collegamento senza soluzione di continuità fra la via Emilia e Villa Curta e Gavassa. In quegli anni aprì i battenti anche il centro commerciale San Maurizio, uno dei primi mall insediati a Reggio. Risalgono agli anni 2000 la realizzazione della tangenziale sud-est e della pista ciclabile San Maurizio-centro città, una delle prime in sede propria. L'ultima grande opera pubblica realizzata nella frazione è stata il nido d'infanzia convenzionato Giulia Maramotti, aperto nel 2008 e frutto di un importante investimento della famiglia Maramotti.
A partire dagli anni 2000 sono stati realizzati interventi di valorizzazione del verde naturalistico, tutti a ridosso del torrente Rodano, che costituisce uno dei tre parchi fluviali della Cintura Verde di Reggio Emilia.
Il territorio di San Maurizio è composto per l'82% da zona agricola e per il restante 18% da zona urbana a tessuto misto, sia residenziale, sia produttivo e commerciale. Tuttavia l'88% degli abitanti risiede nell'area urbana e soltanto il restante 12% nelle case sparse della campagna.

### Villa Curta
Villa Curta è una località rurale posta a nord dell'asse della via Emilia e della parallela ferrovia Milano-Bologna che ha sempre fatto parte della villa (frazione) e parrocchia di San Maurizio. Al censimento del 2011 contava 43 abitanti nel minuscolo centro abitato e circa 100 considerate anche le case sparse. Tuttavia buona parte della località, quella posta a occidente, venne demolita a metà degli anni trenta per la costruzione dell'aeroporto per il quale furono rase al suolo anche la scuola elementare e diverse strutture agricole legate all'ospedale psichiatrico di San Lazzaro. Villa Curta ha sempre fatto riferimento a San Maurizio anche per i servizi di prima necessità. Nella piccola chiesa sussidiaria privata (oratorio) si teneva e si tiene tuttora, il 13 giugno di ogni anno, la sagra di sant'Antonio di Padova, santo titolare e patrono di Villa Curta. La località è oggi tagliata in due dalla tangenziale nord di Reggio e dalle relative strade complanari della viabilità locale. Oltre alle numerose aziende agricole vi sono presenti una latteria sociale per la produzione del celebre formaggio Parmigiano-Reggiano. Sulla tangenziale nord sono presenti due aree di servizio gemelle aventi il nome della località. Una di esse dipende da Autogrill.

### La Grastella
Si tratta di un antico complesso rurale con più caseggiati post a nord-est della ferrovia Milano-Bologna, lungo la strada vicinale della Grastella oggi intitolata all'insigne botanico di Montecchio Emilia Jacopo Zannoni (1615-1682). Era un'antica possessione del monastero di San Tommaso di Reggio. La tenuta è famosa per ospitare un originale bosco di bambù, l'unico del comune di Reggio Emilia.

### Campo Alto
È una località rurale di sole case sparse posta a sud della via Emilia sul lato orientale della via Nuova per Gavasseto (via Ezio Comparoni). È così chiamata per l'ovvia caratteristica morfologica del terreno che presenta un livello maggiore rispetto all'altezza media circostante. Il posto è contraddistinto da aziende agricole con vendita diretta di prodotti agricoli a chilometro zero.

### Ritiro
Si riferisce all'insediamento posto fra la via Emilia (attuale via Louis Pasteur) e la strada della Grastella (oggi via Puglia). Un casino padronale di proprietà della famiglia Fiastri, all'incrocio fra le due strade, era indicato nel XVIII secolo e nei pressi di via Puglia sono presenti una casa colonica e un vecchio caseificio ottagonale in disuso. A sud della via Emilia è presente un fabbricato sviluppato su quattro livelli e oggi ospitante un locale pubblico che potrebbe essere il celebre "Ritiro" ossia un pensionato facente parte di un'opera pia antecedente l'epoca napoleonica destinata a una determinata categoria di persone svantaggiate: non è escluso che sia correlato al "Ritiro delle cittadine povere e orfane" di Modena. Sulla carta geografica militare IGM del 1880 è, infatti, indicato come Ricovero. Nelle adiacenze sono presenti il caseificio di San Maurizio per la produzione e vendita del Parmigiano-Reggiano e la vecchia cantina sociale oggi dismessa. È la località che ospita il capolinea della linea di trasporto pubblico a breve raggio e ad alta frequenza in servizio sulla via Emilia.

### Venezia
È uno dei borghi storici della frazione di San Maurizio. Popolato per lo più da braccianti e senza terra il toponimo prese il nome "originale" della famosa città lagunare a causa della posizione dei caseggiati che lambivano la fossetta Marciocca, un canale che a sua volta si tuffava nel limitrofo canalino di San Maurizio, affluente del torrente Rodano, che corre parallelo a esso. Come tutte le borgate popolari anche la Venezia di San Maurizio raccoglie un pezzo di storia dell'antica frazione reggiana e documentata appositamente in diverse pubblicazioni. Il borgo era un importante polo di aggregazione popolare e comprendeva anche una casa del popolo che, annualmente organizzava feste popolari fra cui una festa de l'Unità. Era affiancato da un altro caseggiato minore denominato Ancona, a ricordo di un'altra città bagnata dalle acque (del mare). Buona parte del borgo è stata demolita negli anni ottanta, per far spazio alla nascente zona artigianale e a nuove lottizzazioni residenziali.

### Case Vecchie
Talvolta indicato sulle mappe militari come Ca' Vecchia, è uno dei due nuclei urbani storici, assieme a Venezia, dell'antica villa di San Maurizio. Ospitava decine di famiglie di operai e braccianti e un circolo del Partito Comunista Italiano.

## Economia
L'economia del quartiere è piuttosto diversificata, grazie anche alla posizione periferica che lo caratterizza come territorio avente connotati sia della città consolidata sia della campagna.
Il principale polo produttivo e polifunzionale è rappresentato dalla zona artigianale di San Maurizio, che si divide in due comparti: uno a sud-ovest, fra la chiesa parrocchiale e via Monti Urali e uno a est del torrente Rodano, fra via Edward Jenner e via Thomas Edison. Una piccola area produttiva è collocata in località Ritiro all'innesto fra la via Emilia e la tangenziale. I principali comparti produttivi riguardano: abbigliamento e accessori, imballaggio, lavorazione dei metalli, produzione e lavorazione materie plastiche, automazione e robotica, grafica pubblicitaria e serigrafia. In loco è presente una sede di Max Mara Fashion Group (Manifatture di San Maurizio). Molti diffusi anche il commercio al dettaglio e i servizi, questi ultimi in particolare legati all'automotive e all'elettrotecnica oltre ai servizi pubblici di base fra cui spiccano le istituzioni educative, nonché Unimore, AUSL e FCR, situate nell'area dell'ex ospedale psichiatrico San Lazzaro. Sino agli anni 2010, in loco, aveva sede l'emittente televisiva Teletricolore.
Il territorio rurale è contraddistinto da numerose aziende agricole, alcune delle quali produttrici di prodotti a filiera corta con vendita diretta. I campi sono in maggioranza coltivati a seminativi semplici irrigui, vigneti per la produzione del Lambrusco, prati stabili e qualche frutteto. Sono presenti anche alcuni pioppeti colturali e colture orticole rade.

## Infrastrutture e trasporti

### Mobilità

#### Strade
San Maurizio è collocata al centro di uno dei maggiori snodi della grande viabilità di Reggio Emilia. Le principali arterie stradali che l'attraversano sono le seguenti:
- Strada statale 9 via Emilia

- Strada statale 722 Tangenziale di Reggio Emilia

- Strada provinciale 114 Tangenziale Sud-Est di Reggio Emilia
- ex Strada provinciale 86 via Emilia-Gavasseto

IL PUMS e altri strumenti urbanistici e di programmazione prevedono le realizzazione di un raccordo stradale di collegamento senza soluzione di continuità fra le tangenziali nord e sud di Reggio Emilia e la realizzazione di un parcheggio scambiatore esterno in prossimità dell'intersezione fra il sistema tangenziale di Reggio Emilia e la via Emilia.
In via Emilia-Romagna ha sede una campo prova per la sicurezza stradale dotato di un apposito circuito e patrocinato dagli enti locali.

#### Piste ciclabili
Il quartiere è attraversato da due Ciclovie della rete ciclistica comunale e da diverse piste di supporto longitudinali alla via Emilia. Le principali sono:
- Ciclovia 1 est: Bagno - Masone - San Maurizio - Ospizio - Mirabello - Centro
- Ciclovia 2: San Maurizio - Quinzio/Villaggio Stranieri - Ospizio/Via Papa Giovanni - Rosta Nuova/via Terrachini - Centro

Presso il parcheggio scambiatore Funakoshi il PUMS prevede la realizzazione di una velostazione.

#### Trasporto pubblico
Il trasporto pubblico locale è strutturato su diverse linee ad alta frequenza esercite da SETA:
- Linea 2: Rubiera - S. Ilario d'Enza
- Linea 4: Via Pierre e Marie Curie - Coviolo
- Linea E: Parcheggio Funakoshi - Parcheggio Volo (largo Giambellino)

Una linea extraurbana collega San Maurizio con Gavasseto, Sabbione, Cacciola, Arceto, Scandiano, Salvaterra, Casalgrande (Boglioni), Castellarano e Sassuolo.

### Infrastrutture tecnologiche
Il territorio è servito dal sistema portante delle reti tecnologiche della città compresi gli elettrodotti Terna (fra cui quelli di alimentazione della rete ferroviaria RFI), acquedotti, gasdotti e condotti fognari gestiti da Iren. Il Consorzio di Bonifica dell'Emilia Centrale gestisce importanti impianti di sollevamento posti a ridosso del canale di San Maurizio e del torrente Rodano.

## Amministrazione
Il territorio di San Maurizio, dopo una breve parentesi di autonomia nel XV secolo, è sempre stato sottoposto alla giurisdizione del Comune di Reggio. Dal 1978 al 2009 ha fatto parte della Circoscrizione Sesta e, dal 2009 al 2014, della Circoscrizione Nord-Est. In loco, presso gli uffici comunale e l'anagrafe decentrata di via Augusto Tamburini, avevano sede gli uffici circoscrizionali e la sala del Consiglio. Il governo della circoscrizione (che comprendeva anche le frazioni più esterne e i quartieri limitrofi) è sempre stato retto da maggioranze di sinistra guidate dal PCI e dal PSI e, dal 1995, di centrosinistra.

## Sport
Lo sport di base è sempre stato presente a San Maurizio. Oggi la disciplina sportiva principale attiva nel quartiere è la pallavolo, portata avanti dalla società parrocchiale ASD San Maurizio, che svolge attività nella palestra della scuola primaria.
A San Maurizio sono presenti sale da ballo e scuole di danza. Al centro sociale Venezia è diffuso il gioco delle carte, in particolare pinnacolo e bridge.

### Impianti sportivi
Le principali strutture sportive presenti sono:
- Palestra scolastica comunale Ludovico Ariosto[48], via Émile Zola
- Pista per l'allenamento dello sci di fondo[49], Campus San Lazzaro, via Giovanni Amendola
- Palestra a cielo aperto e circuiti, Campus San Lazzaro, via Giovanni Amendola
- Campo di calcio, Campus San Lazzaro, via Giovanni Amendola
- Palestra privata Obiettivo Danza[47], via Monti Urali

Sino agli anni 1990, sull'area del parcheggio Funakoshi, era presente un campo da calcio pubblico, successivamente demolito per lasciar posto all'area di sosta.

## Galleria d'immagini

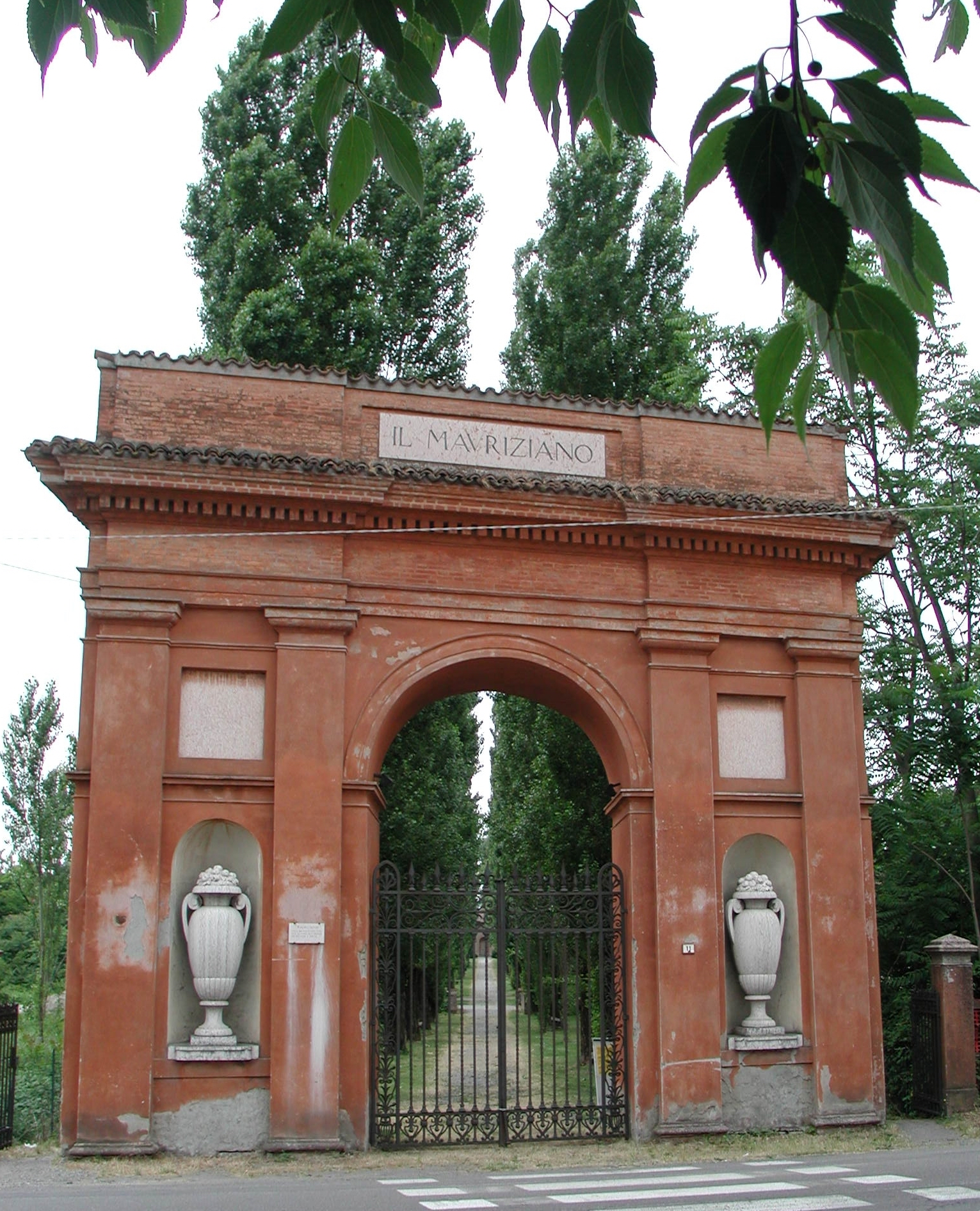
Arco di accesso al Mauriziano
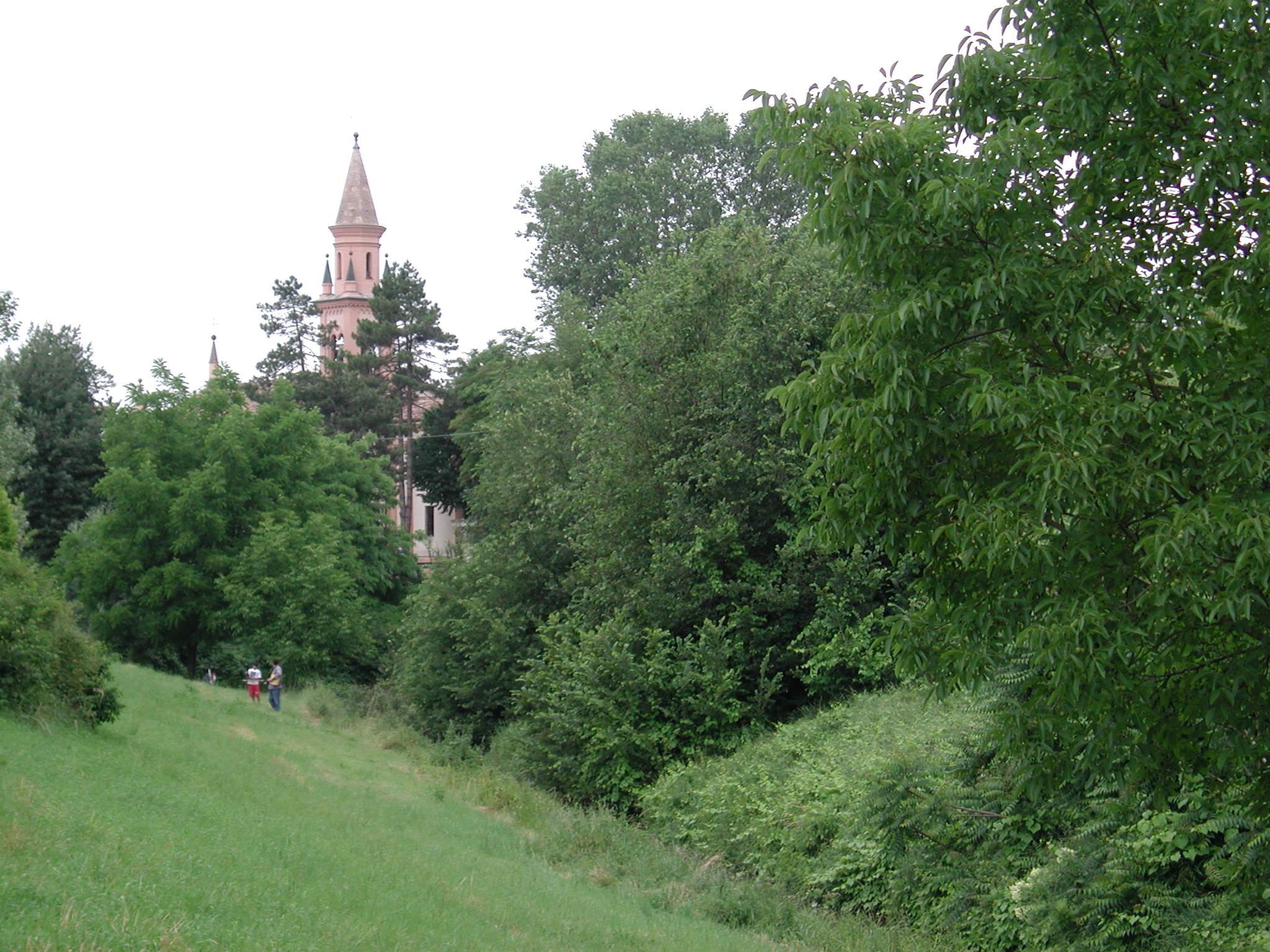
Vegetazione fluviale a ridosso del rio Ariolo
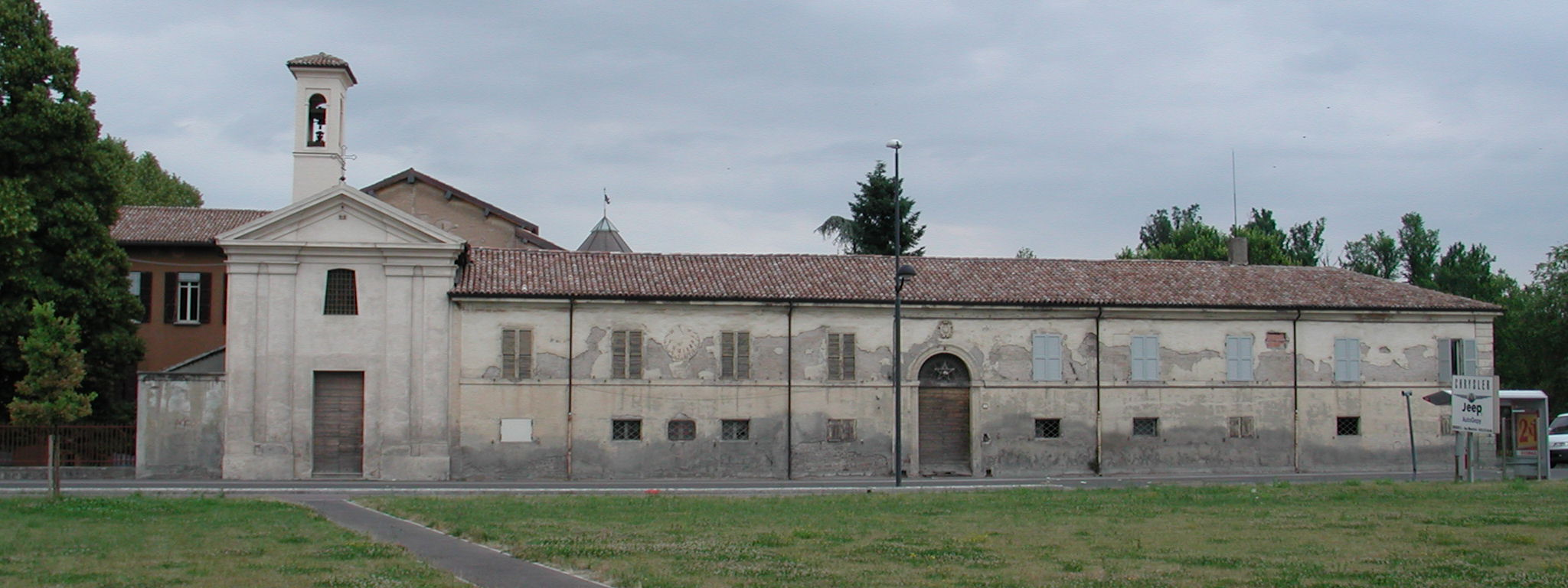
Chiesa di san Lazzaro
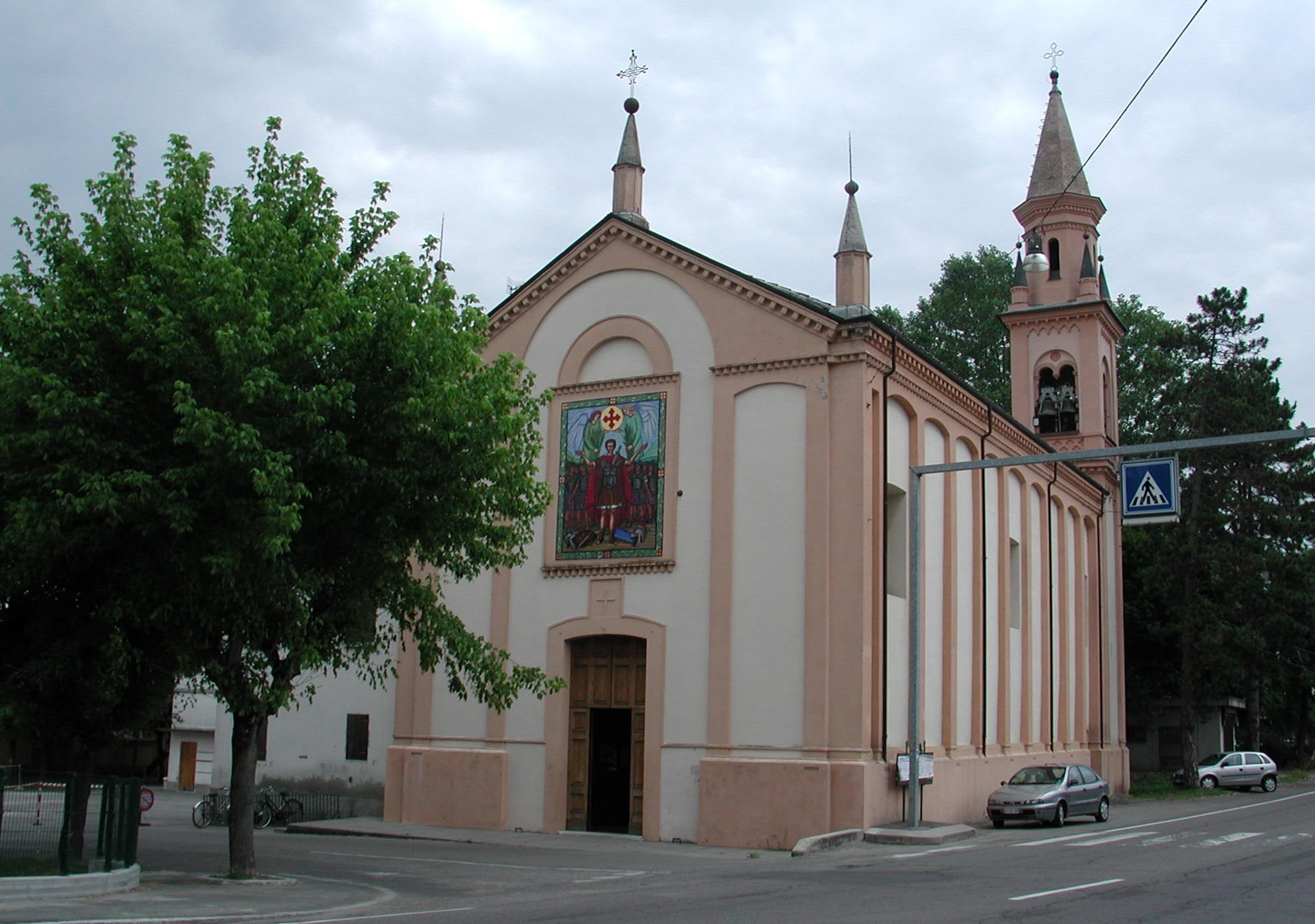
Chiesa di San Maurizio
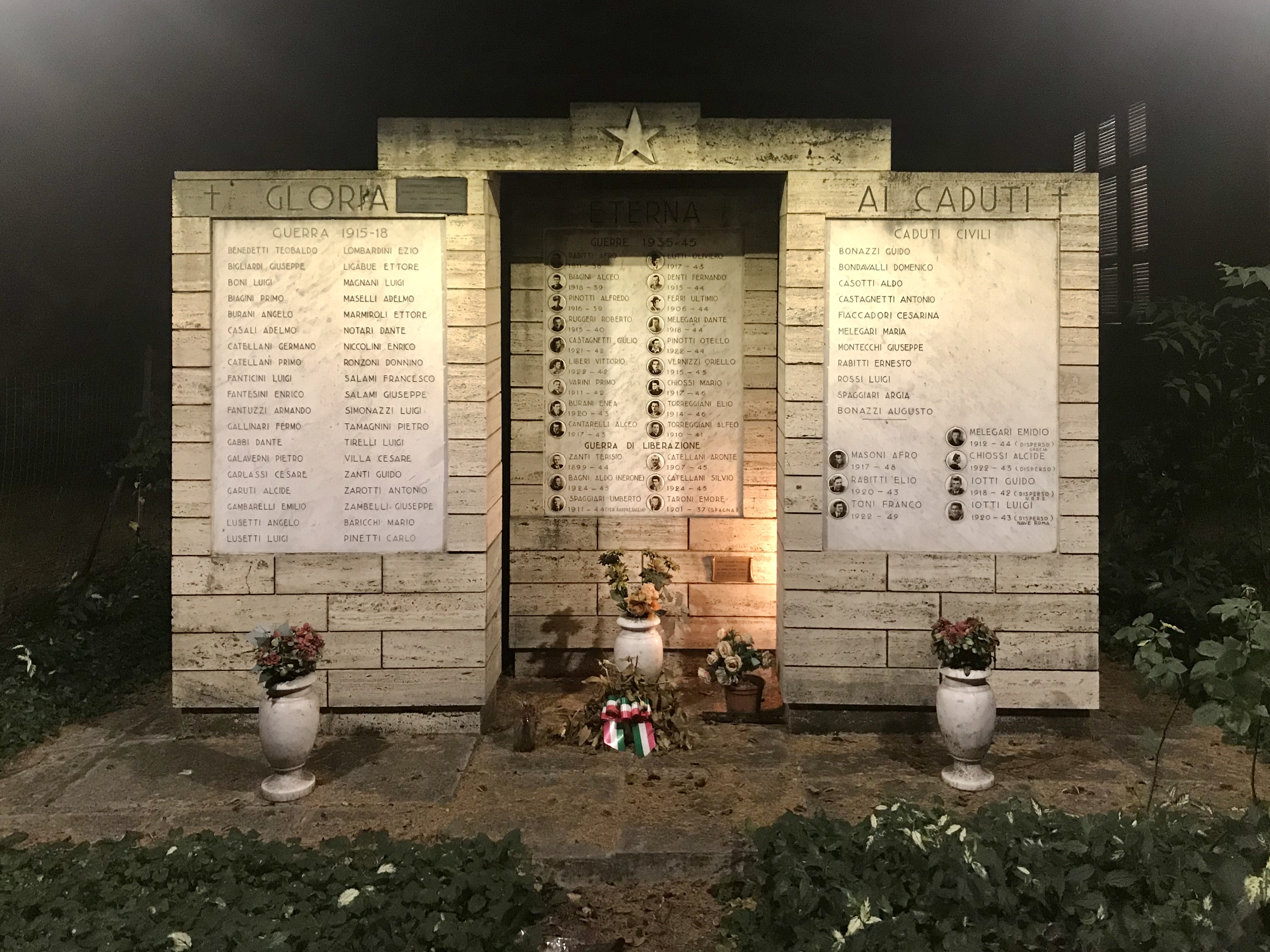
Monumento ai caduti di San Maurizio
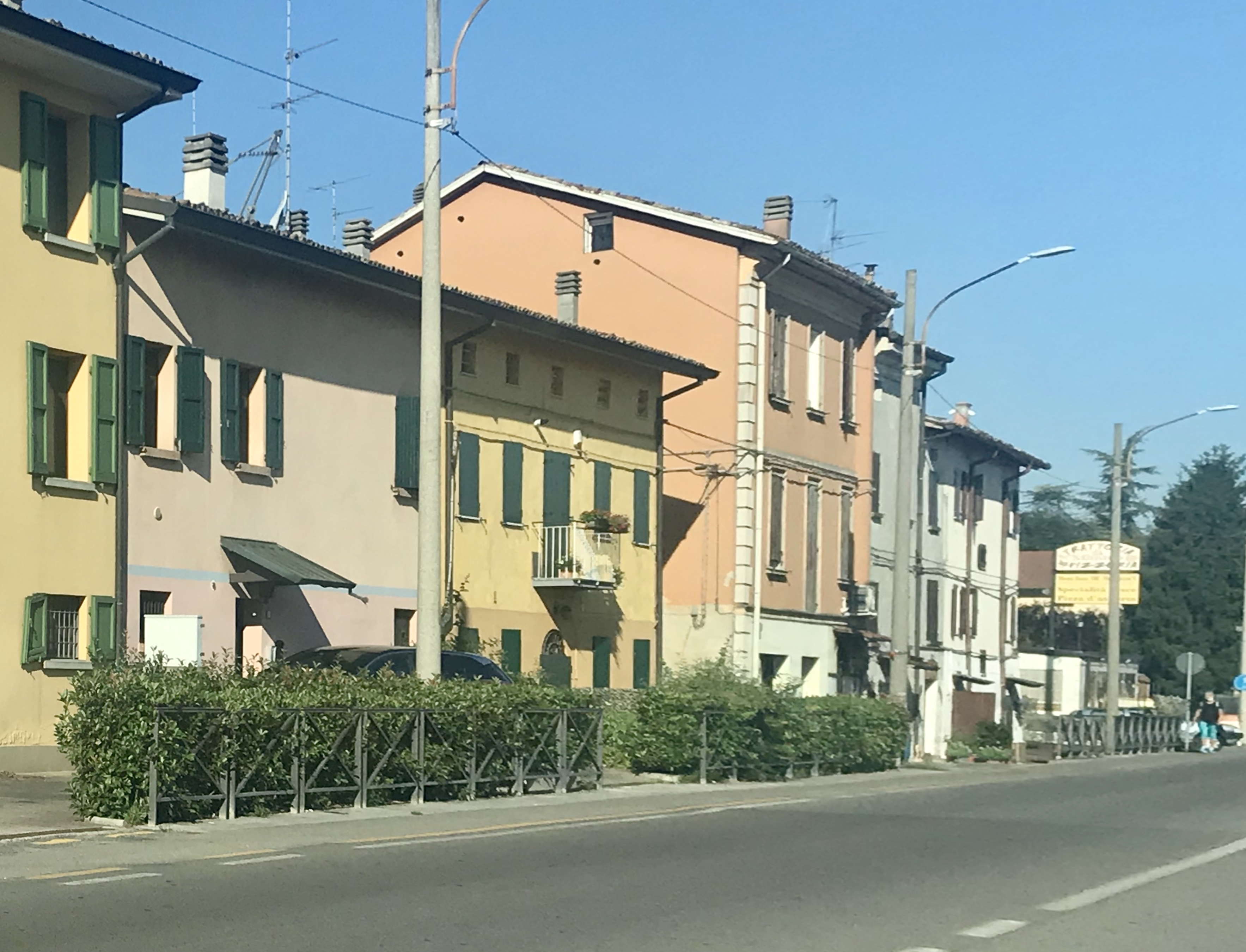
Case Vecchie di San Maurizio
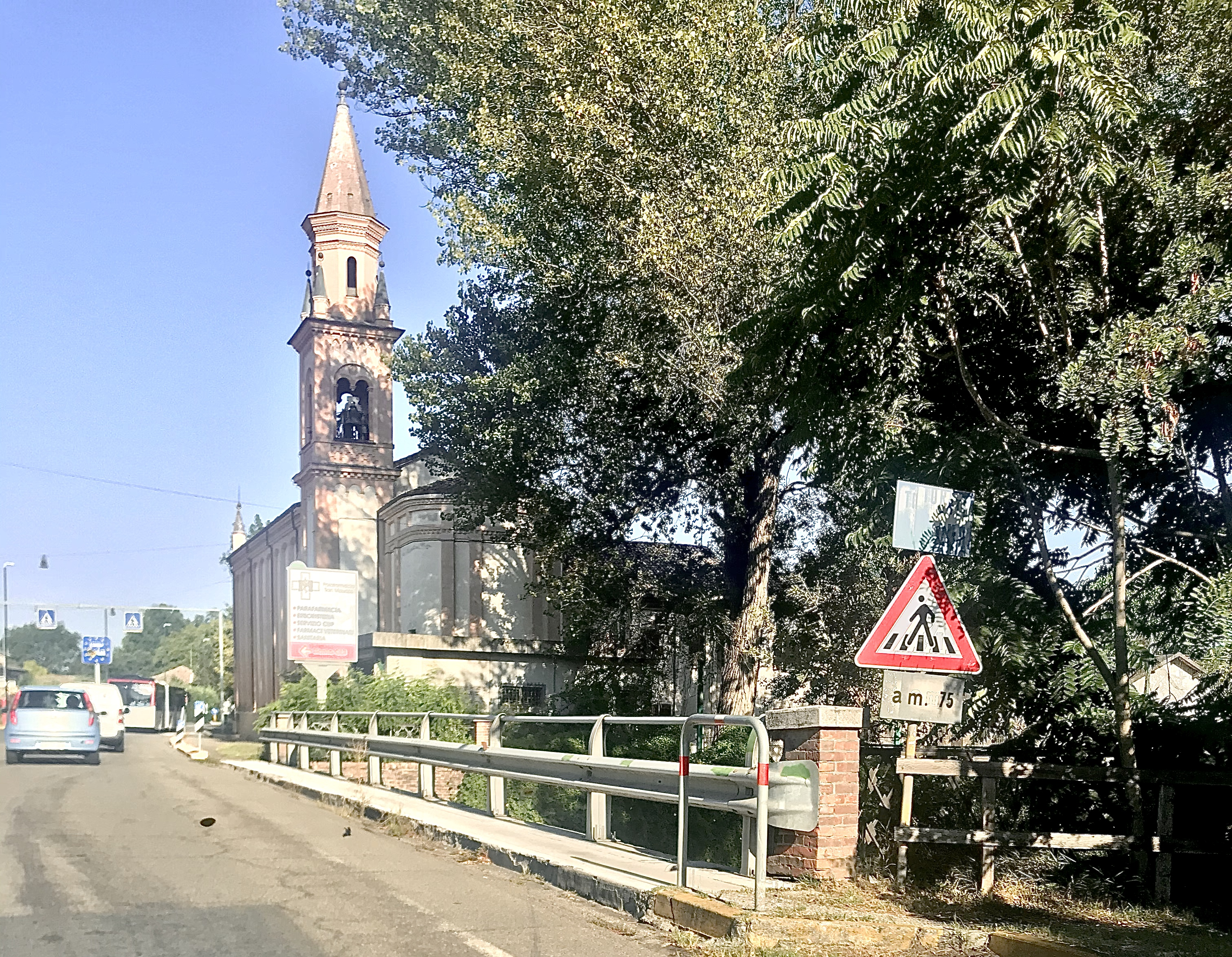
Campanile di San Maurizio visto dal ponte sul torrente Rodano
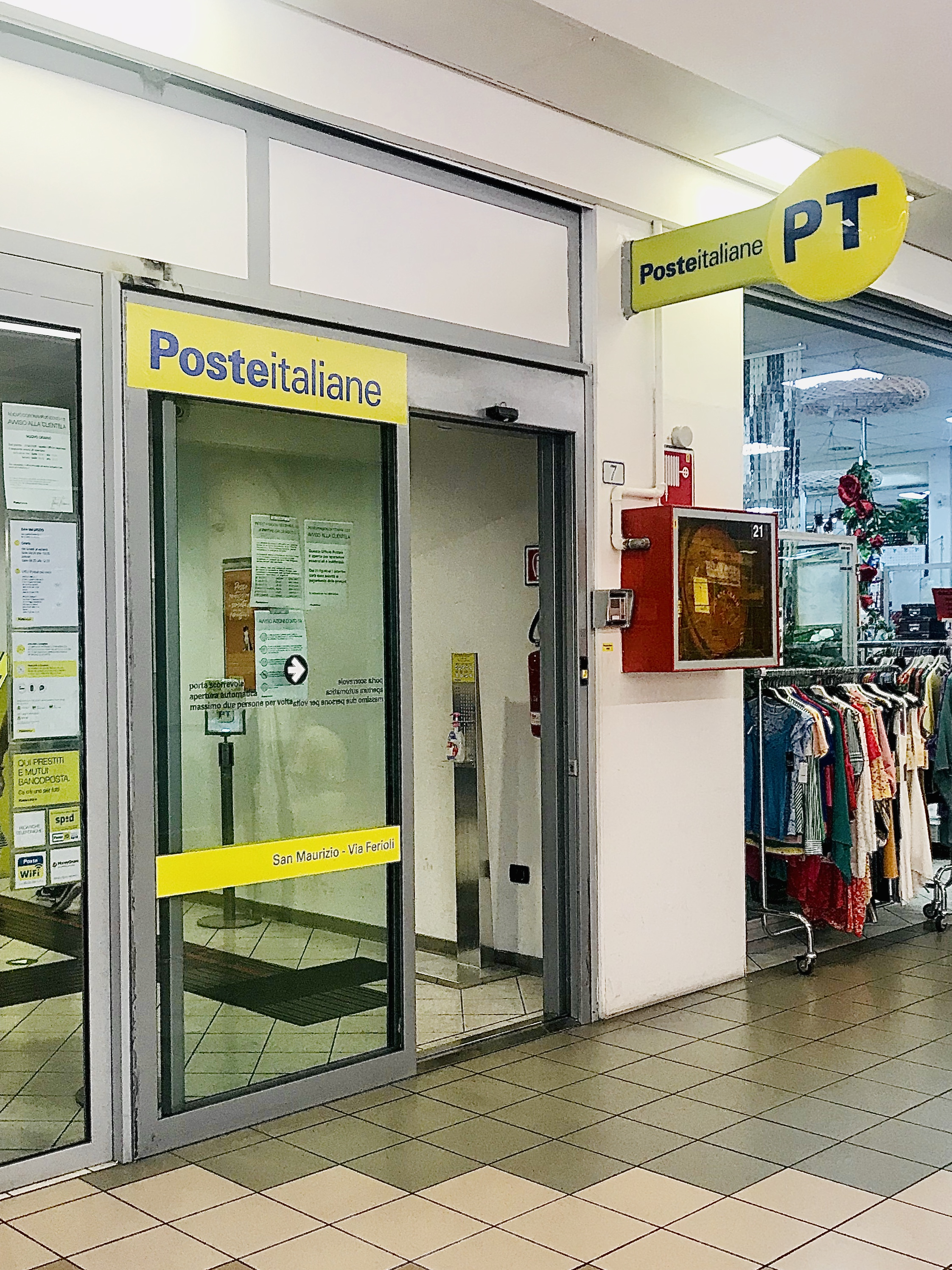
Ufficio postale di San Maurizio